# آگوست: اوسیج کانتی
آگوست: اوسیج کانتی (به انگلیسی: August: Osage County) نام نمایشنامه‌ای است در ژانر کمدی سیاه، نوشتهٔ تریسی لتس که در سال ۲۰۰۸ جایزهٔ پولیتزر گرفته است. این نمایشنامه همچنین در همان سال برندهٔ جایزه منتقدان تئاتر نیویورک، جایزه تونی و جایزه دراما دسک شد.
آگوست: اوسیج کانتی داستانِ خانوادهٔ بزرگ و ازهم‌گسیخته‌ای را روایت می‌کند که پس از ناپدید شدنِ پدربزرگ دور هم جمع شده‌اند.
این نمایشنامه در ایران با برگردان آراز بارسقیان در سال ۱۳۸۷ توسط انتشارات افراز منتشر شده است.